# Каштановое (Крым)
Кашта́новое (укр.  Каштанове, крымскотат. Kaştanovoye, Каштановое) — село в Симферопольском районе Республики Крым, входит в состав Перовского сельского поселения (согласно административно-территориальному делению Украины — Перовского сельского совета Автономной Республики Крым).

## Население
| 2001 | 2014  |
| ---- | ----- |
| 1000 | ↗1028 |

Всеукраинская перепись 2001 года показала следующее распределение по носителям языка
| Язык             | Процент |
| ---------------- | ------- |
| русский          | 84,5    |
| украинский       | 7,8     |
| крымскотатарский | 6,6     |
| другие           | 0,2     |

## Современное состояние
В Каштановом 6 улиц и переулок, площадь, занимаемая селом, 56,9 гектара, на которой в 330 дворах, по данным сельсовета на 2009 год, числилось 988 жителей.
В селе действует детский сад «Солнышко», село связано автобусным сообщением с Симферополем.

## География
Каштановое расположено на юге района, в первом продольном понижении Внутренней гряды Крымских гор, на правом берегу речки Сабла (или Саблынька) — правом притоке реки Альмы, высота центра села над уровнем моря 271 м. Расстояние до Симферополя 19 километров, соседние сёла — Партизанское в 200 м к востоку и, на левом берегу Альмы, Кизиловое, в 500 м южнее. Транспортное сообщение осуществляется по региональной автодороге 35-Н-062 (по украинской классификации С-01-0224).

## История

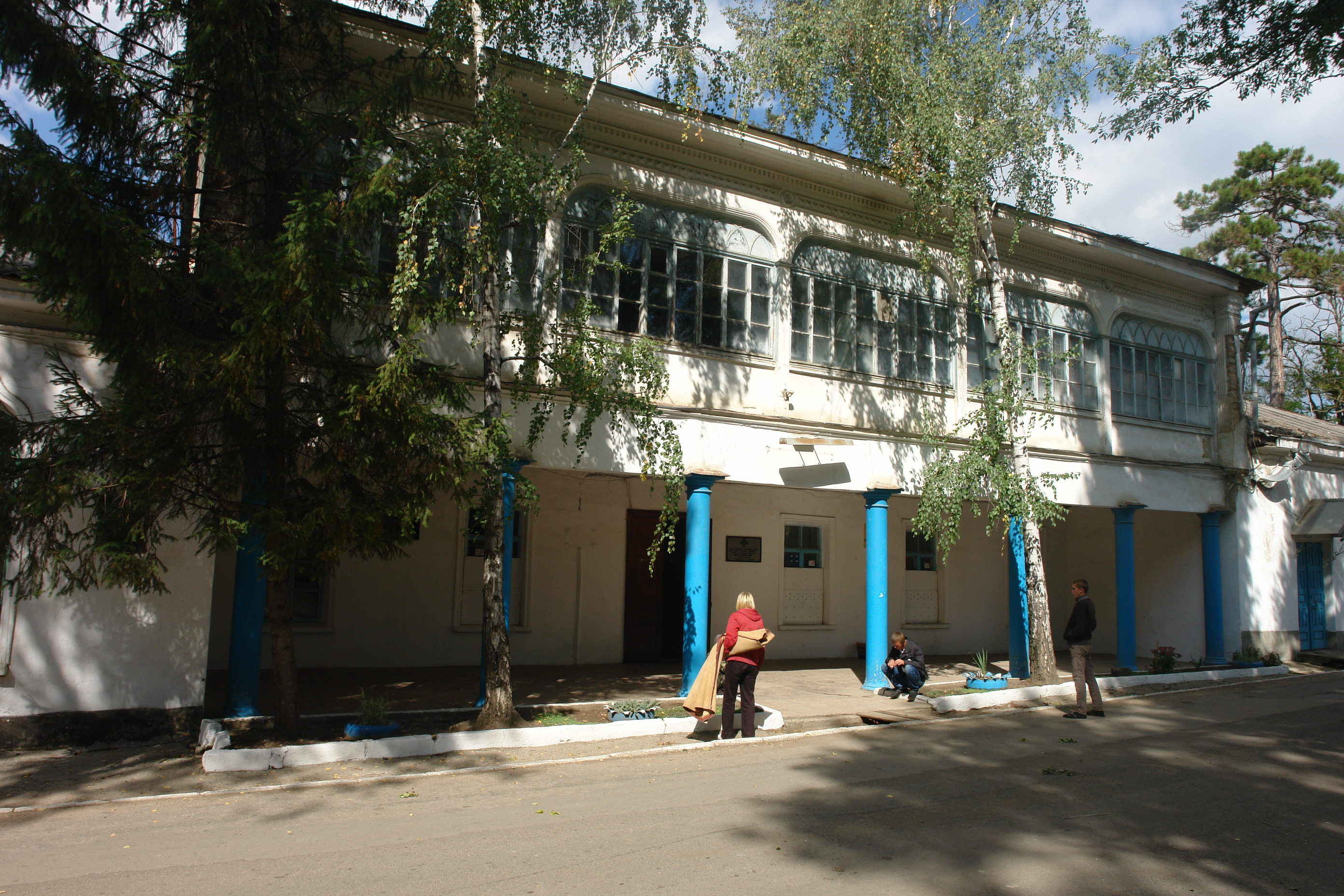
Усадьба Таврического губернатора А. М. Бороздина, XIX в. (Здание, связанное с пребыванием А. С. Грибоедова в Крыму и выступлением крестьян): с. Каштановое, улица Богданова, 1, литер «А»

«Саблынская дача» (3,5 тысячи десятин земли с 58 дворами и 310 душами обоего полу), у деревни Саблы, была пожалована в 1787 году князем Потёмкиным адмиралу Н. С. Мордвинову. В 1802 году Мордвинов продал свою собственность будущему Таврическому губернатору А. М. Бороздину, который развел в имении «образцовое» сельское хозяйство, построил суконную фабрику, кожевенный завод и завёз 90 семей (549 человек) своих крепостных из Чигиринского уезда Киевской губернии, вынудив местных татар покинуть свои земли. Он же построил здесь барский дом и посадил большой парк. В 1823 году Бороздин продал Саблы. Их новым хозяином стал сын П. В. Завадовского, граф, «двора Его императорского величества камер-юнкер и кавалер» Александр Завадовский. Суконная фабрика, которая вырабатывала «до 15000 аршин сукна в год», находилась несколько в стороне, на правом берегу Альмы. Также был построен кожевенный завод и планировалось строительство фабрики химических продуктов
В имении бывали декабристы Михаил Орлов и Сергей Волконский, в 1825 году долго гостил писатель А. С. Грибоедов. В 1828 году Завадовский продал свое приобретение графине А. Г. Лаваль, внучка которой в 1852 году вышла замуж за Петра Васильевича Давыдова, сына декабриста В. Л. Давыдова. В дальнейшем Саблы известны, как имение Давыдовых. На верстовой карте 1890 года на месте села обозначена усадьба Давыдова. В Статистическом справочнике Таврической губернии 1915 года в Тав-Бадракской волости Симферопольского уезда записана экономия О. А. и В. В. Давыдовых Саблы.

Судьба имения в послереволюционные годы точно неизвестна, на километровой карте Генштаба Красной армии 1941 года, в которой за картооснову, в основном, были взяты топографические карты Крыма масштаба 1:84000 1920 года и 1:21000 1912 года, обозначены безымянные строения — видимо, подобно другим бывшим усадьбам, в ней был организован совхоз, названный «Саблы». В период оккупации Крыма, с 4 по 7 декабря 1943 года, в ходе операций «7-го отдела главнокомандования» 17 армии вермахта против партизанских формирований, была проведена операция по заготовке продуктов с массированным применением военной силы, в результате которой совхоз Саблы был сожжён и все жители вывезены в Дулаг 241.

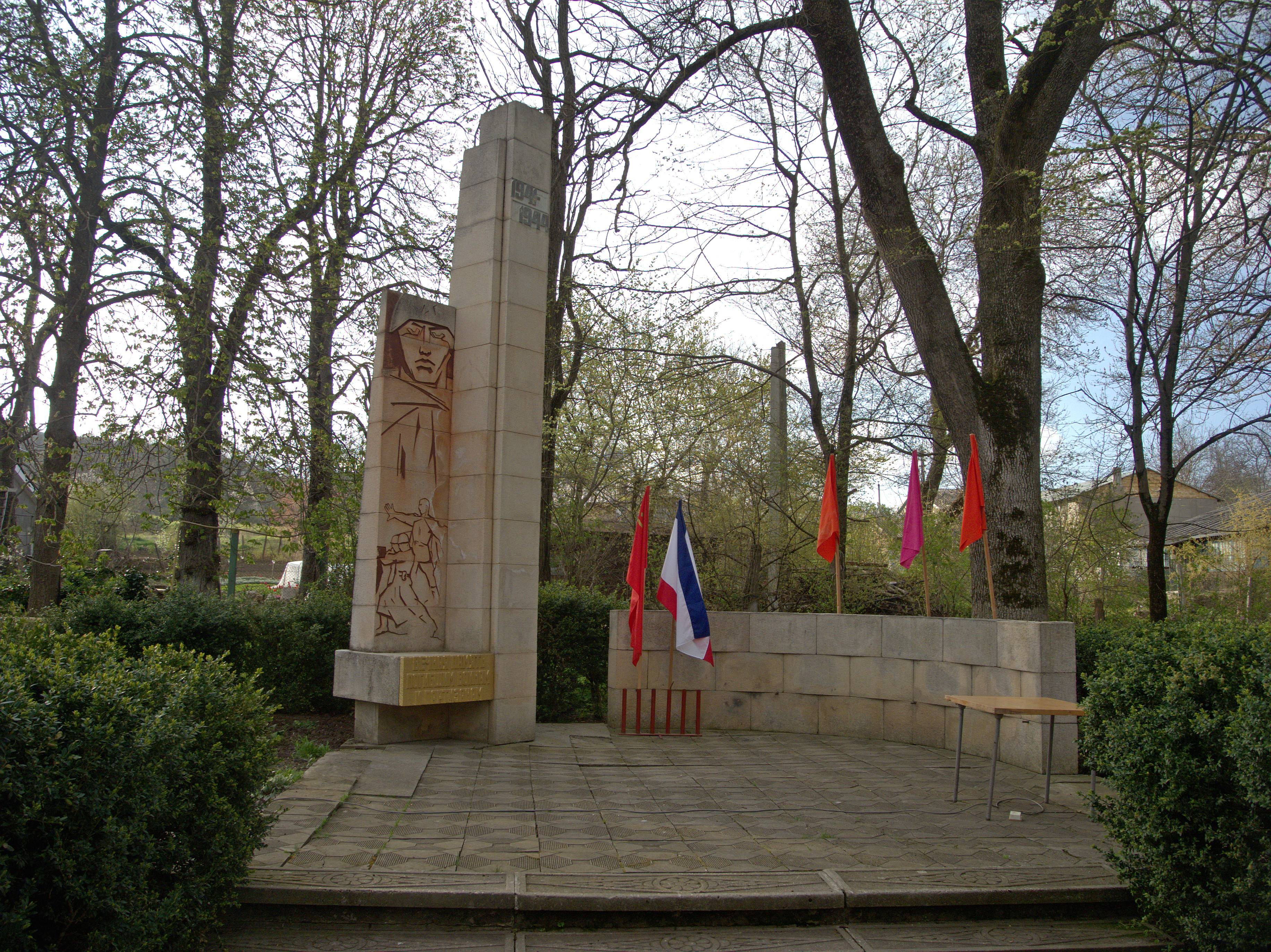
Братская могила советских воинов и памятный знак в честь воинов-односельчан, 1984

Время переименования совхоза «Саблы» в «Альминский» пока не установлено. Посёлку при центральной усадьбе совхоза «Альминский», решением Крымоблисполкома от 8 сентября 1958 года № 133, было присвоено название Каштановое. На 15 июня 1960 года село числилось в составе Партизанского сельсовета. Указом Президиума Верховного Совета УССР «Об укрупнении сельских районов Крымской области», от 30 декабря 1962 года Симферопольский район был упразднён и село присоединили к Бахчисарайскому. 1 января 1965 года, указом Президиума ВС УССР «О внесении изменений в административное районирование УССР — по Крымской области», вновь включили в состав Симферопольского. Решением облисполкома от 6 августа 1965 года Партизанский сельсовет был упразднён и объединён с Перовским, куда вошло село. По данным переписи 1989 года в селе проживало 1049 человек. С 12 февраля 1991 года село в восстановленной Крымской АССР, 26 февраля 1992 года переименованной в Автономную Республику Крым. С 21 марта 2014 года в составе Крыма аннексировано Россией.
В 1950-х годах останки советских воинов 51-й армии, погибшие в октябре 1941 года в районе с. Саблы были обнаружены и перезахоронены в братскую могилу в с. Каштановое. На фронтах Великой Отечественной войны, погибли в боях жители сел, входящих в Перовский сельский совет. В 1984 году на братской могиле в селе Каштановое установлен памятный знак. Обелиск представляет собой разновысотную, вертикальную, прямоугольную стелу, на постаменте, установленную на ступенчатом основании. На лицевой стороне обелиска, в верхней части стелы изображены «1941-1945», в центре, рельефное изображение красноармейца в каске и плащ-палатке, ниже изображен боевой эпизод. Мемориальный текст: «Вечная память погибшим воинам и партизанам». С 2016 года объект культурного наследия регионального значения.